# SKA Lvov
El SKA Lvov (en ucraniano: СКА «Львів») fue un equipo de fútbol de la RSS de Ucrania que jugó en la Liga Soviética de Ucrania, la primera división de fútbol del país.

## Historia
Fue fundado en el año 1949 en la ciudad de Lviv como representante del Distrito Militar Carpatiano con el nombre ODO Lviv, y cambiaron de nombre en varias ocasiones:
- 1949 – 1956 : ODO Lvov
- 1957 – 1957 : OSK Lvov
- 1957 – 1959 : SKVO Lvov
- 1960 – 1971 : SKA Lvov
- 1972 – 1976 : SK Lusk (reorganizado luego de fusionarse con el FC Torpedo Lutsk)
- 1976 – 1981 : SKA Lvov (como equipo aficionado)
- 1982 – 1989 : SKA Karpaty Lvov (tras fusionarse con el FC Karpaty Lviv)

En sus primeros años formó parte de la Primera Liga Soviética influenciados por el Ejército de Unión Soviética, aunque descendieron en ese año, teniendo sus mejores años entre los años 1950 y años 1960 en donde fue campeón de la Liga Soviética de Ucrania en tres ocasiones además de alcanzar los cuartos de final de la Copa de la Unión Soviética en 1964.
El equipo desaparece en 1989 luego de una roeganización en la que le venden la plaza al FC Halychyna Drohobych.

## Palmarés
- Liga Soviética de Ucrania: 3

1958, 1962, 1965